# Хіросімський меморіал миру
34°23′43.7″ пн. ш. 132°27′12.7″ сх. д. / 34.395472° пн. ш. 132.453528° сх. д.
Хіросімський меморіал миру (яп. 原爆ドーム, ґенбаку-дому, «купол атомного бомбардування») — історична пам'ятка у місті Хіросіма, префектури Хіросіма, Японія. Являє собою руїни «Дому сприяння промисловості», поблизу якого, 6 серпня 1945 року, було скинуто атомну бомбу. З 1996 року ця пам'ятка занесена до Світової спадщини ЮНЕСКО. Вона є складовою Хіросімського меморіального «Парку Миру».
Будинок «Дому сприяння промисловості» був спроєктований чеським архітектором Яном Летцелєм. Роботи були завершені 5 квітня 1915 року. Офіційне відкриття сталося рівно за три місяці. Новозведена будівля отримала назву «Дім комерційної виставки префектури Хіросіма» (яп. 広島県物産陳列館). У 1921 році будинок перейменували на «Дім виставки промислових товарів префектури Хіросіма» (яп. 広島県商品陳列所), а у 1933 році він отримав остаточну назву — «Дім сприяння промисловості префектури Хіросіма».
Ядерний вибух 6 серпня 1945 року стався неподалік цієї будівлі, біля Т-подібного мосту. Епіцентр вибуху знаходився за 150 метрів від неї. Будинок не реставрували, а зберегли у тому вигляді, у якому він постав відразу після бомбардування. Сьогодні його руїни є символом миру в усьому світі і слугують пересторогою людству до нерозв'язання ядерної війни.